# The Tall Man
The Tall Man är en amerikansk-fransk-kanadensisk film från 2012, skriven och regisserad av Pascal Laugier. I huvudrollerna syns bland annat Jessica Biel och Jodelle Ferland.

## Handling
En sjuksköterska rusar för att rädda sin unga son från en till synes övernaturlig figur, som har stulit barn från en liten gruvstad i denna skräckberättelse från Martyrs-regissören Pascal Laugier. I åratal har en mystisk entitet känd som "The Tall Man" rövat bort barn från Cold Rock. I ögonblicket som de försvinner, syns de aldrig till igen. Cold Rock, som en gång var en välmående gruvstad, har fallit samman, ändå avfärdar den lokala sjuksköterskan Julia (Jessica Biel) ryktena om det osedda väsendet som en lokal vidskepelse. En natt vaknar Julia och ser till hennes skräck sin son David i den spöklika figurens famn, som tar med sig pojken in i mörkret. Julia vägrar sluta leta förrän hennes son är tillbaka oskadd och sanningen om de försvunna barnen i Cold Rock slutligen avslöjats.

## Rollista
- Jessica Biel som Julia Dunning
- Jodelle Ferland som Jenny
- Stephen McHattie som Lt. Dodd
- Jakob Davies som David
- William B. Davis som Sheriff Chestnut

## Release
Filmen premiärvisades på South by Southwest 2012 där den köptes upp av Image Entertainment. Den släpptes på ett begränsat antal biografer den 31 augusti 2012, innan den släpptes på Blu-ray och DVD den 25 september samma år.